# Waldpointner
Waldpointner ist eine Einöde in der Gemeinde Fürstenzell im Landkreis Passau.
Sie liegt auf einem sanften Westhang östlich der Kreisstraße PA 11 auf der Gemarkung Altenmarkt. Waldpointner wird dem Gemeindeteil Gföhret zugerechnet.
Waldpointner war ein Ort der aufgelösten Gemeinde Altenmarkt.